# Victrix marginelota
Victrix marginelota is een nachtvlinder van de familie Noctuidae. Deze vlindersoort komt voor in Libanon en Israël . 
Volwassenen zijn van augustus tot oktober actief. Er is één generatie per jaar. 